# Baciro Dabo
Baciro Dabo (12 maart 1958 - 5 juni 2009) was een Guinee-Bissaus politicus en presidentskandidaat. 
Dabo werd de minister van Territoriale Administratie en was senior lid van de regerende Afrikaanse Partij voor de Onafhankelijkheid van Guinee en Kaapverdië. Hij was een bondgenoot van president João Bernardo Vieira, die werd vermoord door leden van de strijdkrachten op 2 maart 2009. Er was een lange en gewelddadige vete tussen Vieira en Na-Wai. Niemand werd vervolgd voor het doden en een presidentsverkiezingen was gepland voor 28 juni. Dabo schoof zichzelf naar voren als onafhankelijk kandidaat en werd een van de 13 kandidaten voor de verkiezingen. De verkiezingscampagne was gepland voor 6 juni. 
Om 4:00 uur hij werd neergeschoten in zijn huis door een groep van geüniformeerde en gewapende mannen, hij lag te slapen in bed met zijn vrouw op dat moment. Dabo werd onmiddellijk gedood door de schoten. Er is geopperd door journalisten dat hij werd vermoord op bevel van de militaire leiders die vreesden vervolging voor de moord op de president, wanneer Dabo de verkiezingen had gewonnen.
Dezelfde dag werd ook voormalig minister van landsverdediging Hélder Proença gedood, nadat die een staatsgreep zou beraamd hebben.